# Campionato ucraino di calcio
Il campionato di calcio ucraino (Футбол в Україні) è nato nel 1992 in seguito allo smembramento dell'Unione Sovietica in 15 repubbliche indipendenti, tra cui l'Ucraina. Posto sotto l'egida della Federazione calcistica dell'Ucraina, è l'insieme dei tornei calcistici organizzati da essa.
I primi tre tornei si articolano a cavallo tra due anni solari, come la maggior parte dei campionati europei. A differenza di essi, però, per rispondere al rigido inverno ucraino, l'inizio è a luglio e il termine a giugno, con una pausa di tre mesi tra dicembre e marzo. Dalla quarta divisione in giù il torneo è invece disputato nell'arco dell'anno solare.

## Struttura
| Livello | Campionato/Divisione                                             | Campionato/Divisione                                             | P/R     |
| ------- | ---------------------------------------------------------------- | ---------------------------------------------------------------- | ------- |
| 1       | Prem"jer-liha 16 squadre                                         | Prem"jer-liha 16 squadre                                         | · 1     |
| 2       | Perša Liha 16 squadre                                            | Perša Liha 16 squadre                                            | 1 · 2-3 |
| 3       | Druha Liha* 14 squadre                                           | Druha Liha* 14 squadre                                           | 2-3 ·   |
| 4       | Campionati nazionali dilettantistici (prima del 1998) Amatoriale | Campionati nazionali dilettantistici (prima del 1998) Amatoriale |         |
| 5       | Campionati regionali primo livello ~25 leghe                     | Campionati regionali primo livello ~25 leghe                     |         |
| 6       | Campionati regionali secondo livello ~20 leghe                   | primo livello distretti/città Molte leghe                        |         |
| 7       | Campionati regionali terzo livello ~5 leghe                      | secondo livello distretti/città Molte leghe                      |         |
| 8       | Campionati regionali quarto livello                              | terzo livello distretti/città                                    |         |

## Storia
I primi campionati di calcio ucraini si sono svolti dal 1921 al 1935, come competizioni nel formato di coppe fra selezioni delle varie città; solo nel 1936 la coppa si svolse fra squadre di club.
Dal 1936 l'Ucraina entrò a far parte dell'Unione Sovietica e il campionato ucraino divenne una divisione inferiore del campionato sovietico di calcio, fino al 1991, anno in cui lo stato divenne indipendente. Negli ultimi due campionati si giocarono due gironi.
Dal 1992 il campionato di calcio ucraino assegnò il titolo di campione nazionale. Per la stagione 1992 il campionato ebbe cadenza lungo l'anno solare, con 20 squadre divise in due gironi e finale per il titolo. Dal 1992-93 ha preso l'attuale formato, con l'unica eccezione della riduzione delle squadre della massima serie a 14 fra il 2000 e il 2002.
La Dinamo Kiev ha vinto il campionato per 13 volte, ben 9 volte consecutive fra il 1993 e il 2001. Da allora ha trovato un valido avversario nello Šachtar.
In seguito alla crisi di Crimea del 2014, le tre squadre professionistiche crimeane FC Sevastopol, SC Tavriya Simferopol e FC Zhemchuzhina Yalta, dietro decisione della Federazione russa sono state iscritte alla terza divisione russa. La FC Sevastopol e la SC Tavriya Simferopol sono state costrette a rifondarsi ed a cambiare nome, rispettivamente FC SKChF Sevastopol e FC TSK Simferopol. La UEFA ha ritenuto il trasferimento illegittimo e dichiarato che non riconoscerà come ufficiali le partite giocate dalle tre squadre nel campionato russo poiché maturato al di fuori di un contesto di legalità e in violazione dello Statuto UEFA.